# Poème oriental pour la mort de Pouchkine
Le Poème oriental pour la mort de Pouchkine,, (en persan : مرثیهٔ شرق در وفات پوشکین / marsiye-ye šarq dar vafât-e puškin ; en azéri : Puşkinin ölümünə Şərq poeması ; en russe : Восточная поэма на смерть Пушкина), connu aussi sous le nom de Pour la mort de Pouchkine,,,, est une élégie, en forme de qasida,, du poète azéri Mirza Fatali Akhundov (1812-1878), composée en 1837, et ayant pour thème la mort (ru) du poète russe Alexandre Pouchkine, survenue cette même année. Le poème est écrit en persan, dans la tradition poétique orientale classique,.
C'est la deuxième œuvre d'Akhundov dont l'original a été conservé,, la première qui a été publiée, et la première de ses œuvres importantes.
Le poème est publié pour la première fois en 1837, en russe, dans une traduction juxtalinéaire de l'auteur. Une nouvelle traduction en russe, suivant également le fil du texte original, est faite par Alexandre Bestoujev. Aleksandr Sokolov, Gueorgui Stroganov et Pavel Antokolski en font ensuite une traduction en vers.
L'œuvre est également traduite en azéri par Böyükağa Qasımzadə (az), par Mikhayil Mushfig, à partir du persan, et par Maarif Soltan. Iossif Grichachvili, Achot Grachi, Zaki Nouri, Kadyr Myrzaliev (ru), et d'autres en ont fait leur propre traduction.
La qasida est lue le 8 février 1937 lors du concert radiophonique pour le jubilé de Pouchkine depuis Moscou vers l'Iran et l'Afghanistan. Le poème a été mis en musique dans une romance-ballade de Djafar Khandan et Souleïman Alekserov.

## Genèse du poème

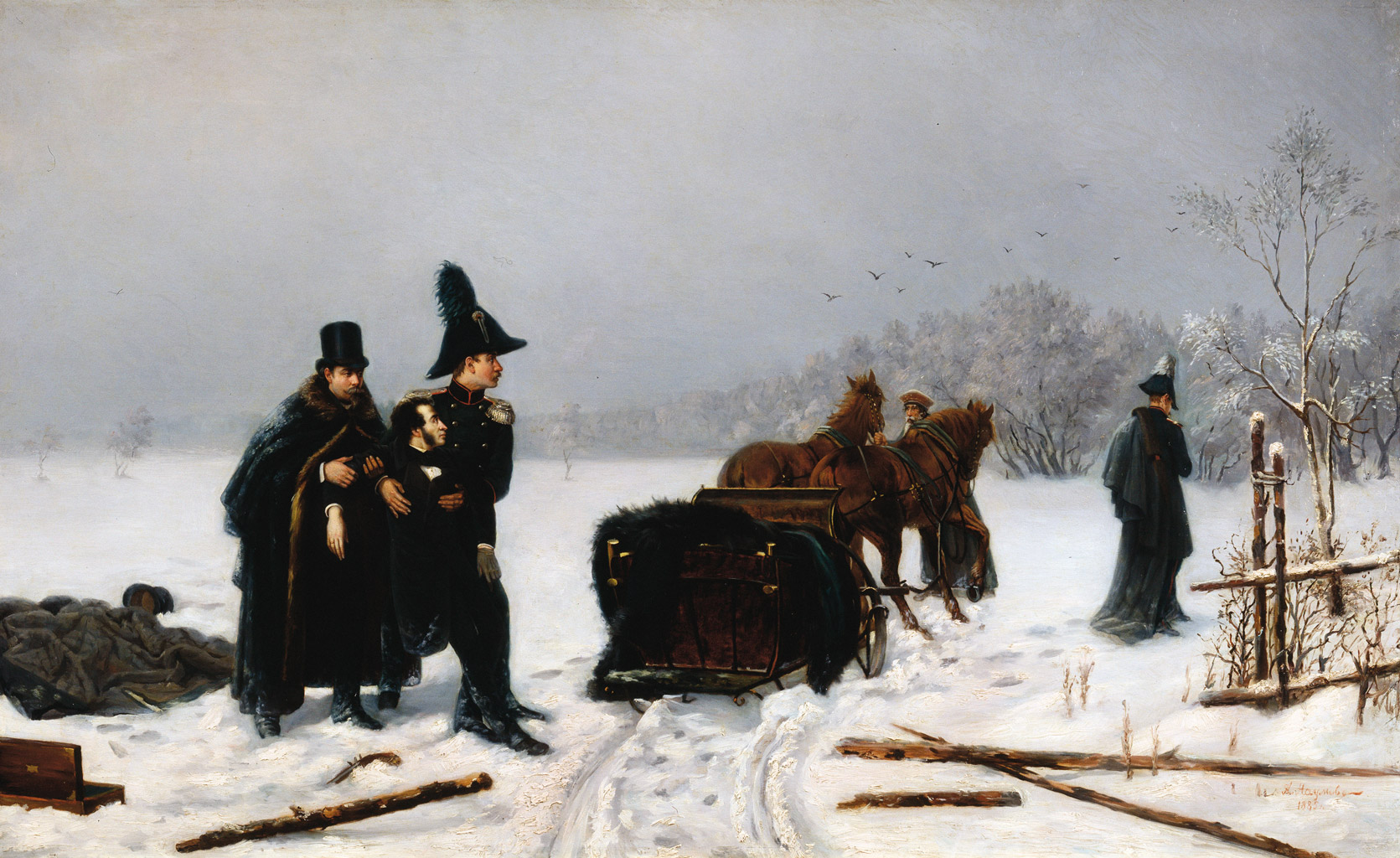
Alekseï Naoumov, Duel de Pouchkine avec D'Anthès, 1884.

Le 8 février 1837 a lieu le duel entre le poète Alexandre Pouchkine et Georges d'Anthès, au cours duquel Pouchkine est blessé au ventre. Il meurt le 10 février.
Du temps de l'Empire russe, les duels pour l'honneur étaient interdits par la loi ; la cause de la mort de Pouchkine n'est pas mentionnée dans la presse, et la première publication y faisant allusion, le Dictionnaire des hommes mémorables («Словар достопамятных людей») de Dmitri Bantych-Kamenski (ru)), date de 1847. Aucune information, même partielle, n'est donnée sur les circonstances et les événements qui ont précédé le duel, et la presse reprend la version officielle et gouvernementale. C'est par les conversations et les correspondances privées, ainsi que par des poèmes, que la vérité est connue.
Mirza Akhundov est à cette époque traducteur à la chancellerie du gouverneur général du Caucase à Tbilissi. La mort de Pouchkine le choque et lui inspire la composition d'un grand poème élégiaque, comme c'est le cas pour Mikhaïl Lermontov qui écrit La Mort du poète, également consacré à la mort de Pouchkine.
Le poème de Mirza Akhundov est écrit rapidement, au début du mois de mars, selon Mikael Rafili suppose qu'Akhundov, qui se fonde sur la description du printemps faite dans l'œuvre. Cette thèse est également soutenue par Narid Mamevod, autre spécialiste d'Akhundov.
Le poème est ensuite traduit en russe par l'auteur et présenté au baron Grigori von Rosen, qui est de 1831 à 1837 commandant général civil dans le Caucase.

## Traductions, publications et arrangements

### Traduction de Mirza Akhundov

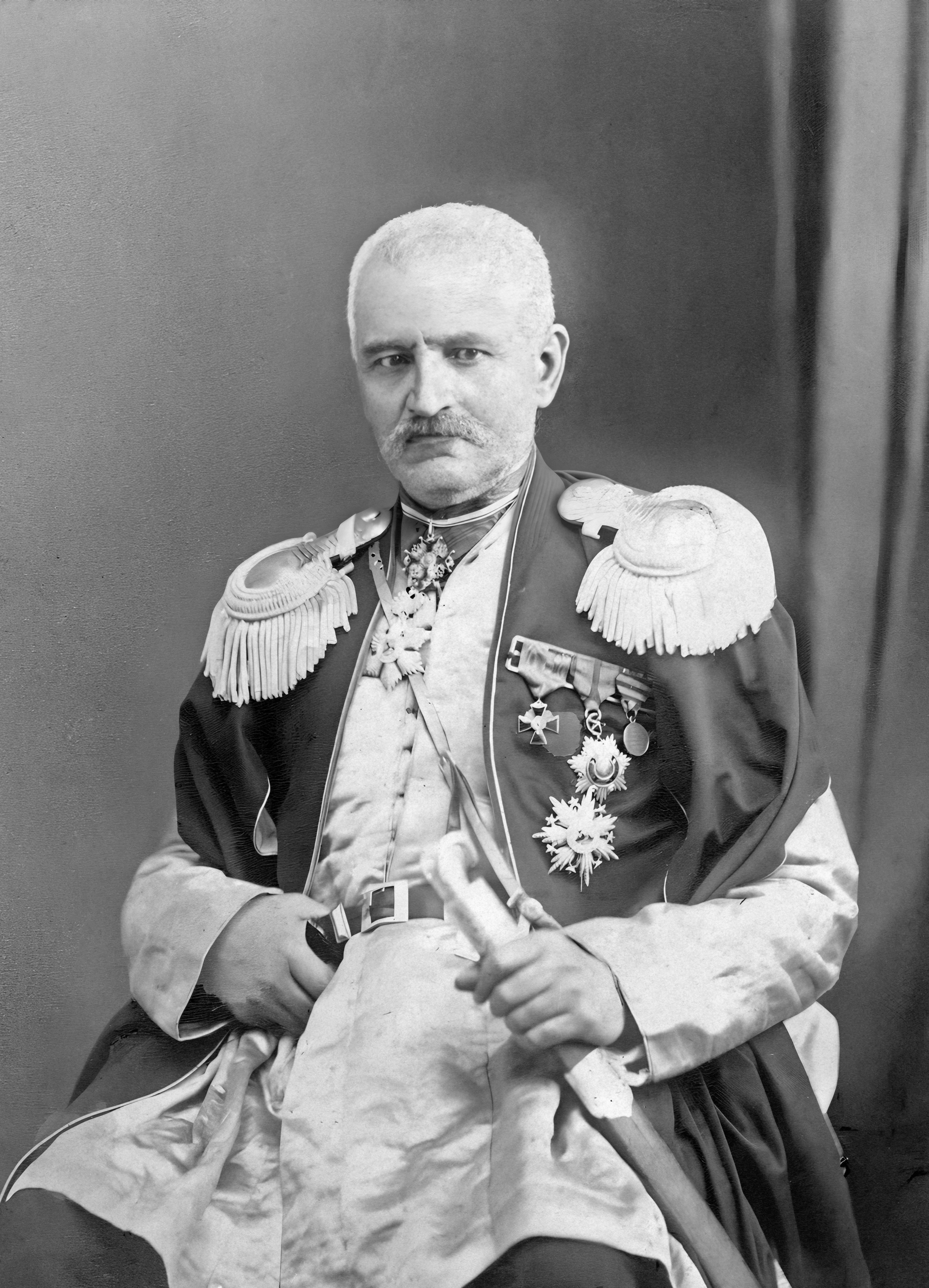
Mirza Fatali Akhundov, auteur et premier traducteur du poème en russe.

La première publication du Poème oriental pour la mort de Pouchkine a lieu dès 1837, dans L'Observateur de Moscou. Il s'agit d'une traduction juxtalinéaire en russe, vers par vers. C'est le premier essai fait par Mirza Akhundov dans ce domaine, après une traduction en prose. Selon l'enchaînement reconstitué par Andreï Popov, la traduction est envoyée à Moscou à la rédaction de la revue par Ivan Klementiev, son ami et collègue à la chancellerie du commandant général, à qui Mirza Akhundov l'a montrée, et vraisemblablement sans que Mirza Akhundov ne le sache. Klementiev, enthousiasmé, y fait quelques corrections stylistiques et joint à son envoi une courte lettre.
L'accueil est favorable, et le poème est publié dans le numéro de mars de la revue, l'autorisation de la censure datant du 14 mars 1837. La rédaction apporte aussi au texte des corrections mineures. Elle voit dans le poème un hommage non seulement à Pouchkine, mais également à l'ensemble de la culture russe et qualifie dans la note la présentant l'œuvre de « fleur somptueuse, jetée sur la tombe de Pouchkine » : 

« Partageant pleinement le sentiment de M. Klementiev, et le remerciant sincèrement pour nous avoir fait parvenir cette fleur somptueuse, lancée de la main d'un poète persan sur la tombe de Pouchkine, nous souhaitons de notre âme succès à ce talent remarquable, d'autant plus que nous voyons en lui une telle sympathie pour la culture russe. »

### Traduction d'Alexandre Bestoujev

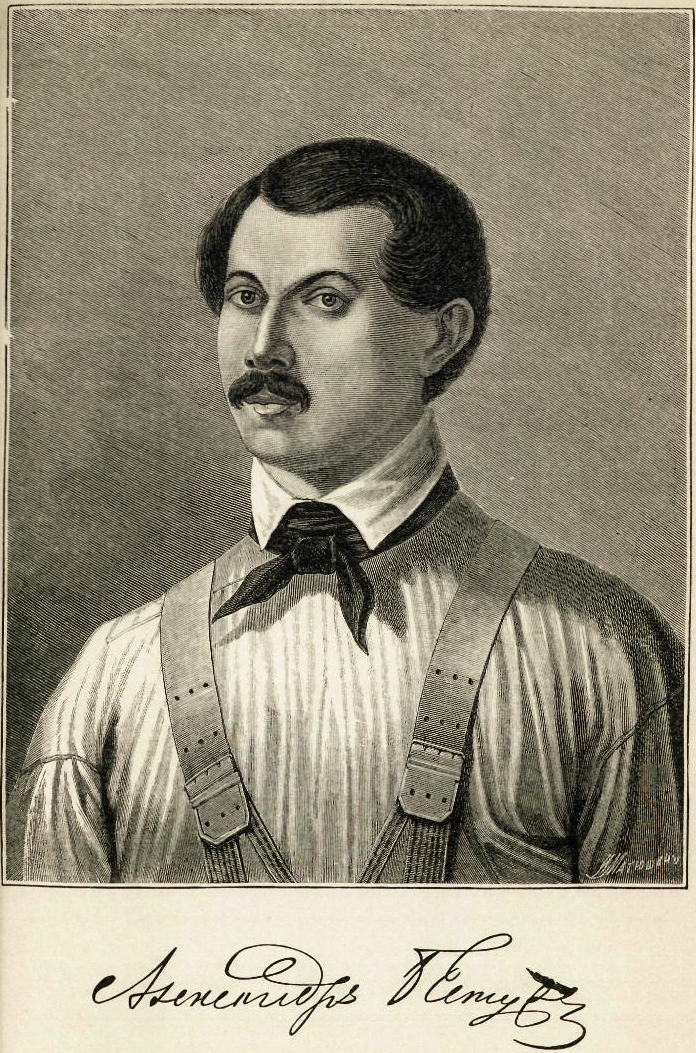
Alexandre Bestoujev, traducteur du Poème oriental en russe.

Quelque temps plus tard, entre avril et mai 1837, un ami d'Akhundov, le décabriste Alexandre Bestoujev, fait une traduction en russe du poème, en vers ou, selon d'autres versions, juxtalinéaire, après y avoir été invité par le baron Rozen. Il échange avec l'auteur au cours de ce travail. Les travaux de Mikael Rafili montrent que Bestoujev a fait une série de corrections stylistiques au texte original, sans modifier le sens, la forme et le contenu de l'œuvre. Cette traduction est aussi le dernier écrit d'Alexandre Bestoujev, tué quelques jours plus tard, au cap d'Adler, en juin 1837.
Cette version reste de longues années dans les archives d'Akhundov, et ce n'est qu'en 1874 qu'elle est publiée dans Rousskaïa Starina, sur l'initiative d'un de ses proches, l'orientaliste Adolf Bergé,. Le texte lui en a été remis par Akhundov avant son départ de Tbilissi, où il vivait. 
Cette publication est précédée d'une courte préface de Bergé, dans laquelle il indique notamment que :

« ... inattendue, la mort de l'inoubliable Pouchkine bouleversa non seulement à l'intérieur de la Russie, mais fit aussi une impression profonde sur la population musulmane, à la plus lointaine périphérie de notre vaste patrie. »

La traduction du Poème oriental par Alexandre Bestoujev, passant de la main à la main, devient célèbre en Transcaucasie. Elle est à nouveau publiée dans le journal Le Caucase, puis à plusieurs reprises dans la presse russe.
En 1899, lors du 100e anniversaire de la naissance de Pouchkine, Le Caucase publie à nouveau la traduction de Bestoujev, avec l'avertissement suivant au lecteur :

« Quand parvint dans notre pays la fatale nouvelle de la fin tragique du génial poète russe, Fat-Ali épancha son chagrin dans des vers éclatants. »

Elle connaît ensuite une large diffusion dans la période soviétique.

### Autres traductions et arrangements

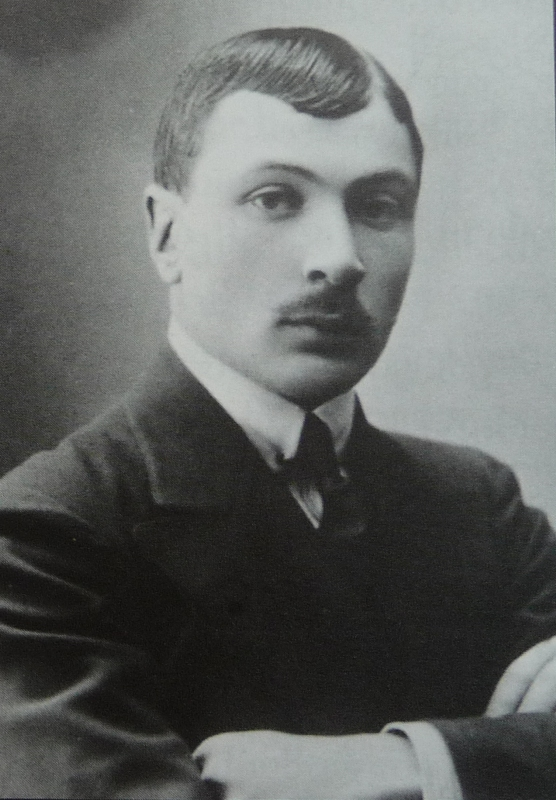
, traducteur du poème en géorgien d'après la traduction de Bestoujev-Marlinski.

En 1880, à l'occasion de l'inauguration du Monument Pouchkine (ru) à Moscou, Le Feuillet de Saint-Pétersbourg publie le poème dans une nouvelle traduction d'Aleksandr Sokolov faite en vers blancs, qui est considérée comme la première traduction en vers en langue en russe.
L'œuvre est également publiée dans les Suppléments illustrés («Иллюстрированном прибавлении») du Feuillet de Tbilissi, et dans la Pouchkinade («Пушкиниане») de Vladimir Kallach. Il n'y ensuite plus d'autre tentative de traduction en russe sous l'empire.
À l'époque soviétique, le Poème oriental est traduit dans différentes langues de l'URSS, en russe, en ukrainien, en biélorusse, en ouzbek, en géorgien, en letton, en tatar, en iakoute, etc.. La traduction du poème en géorgien, faite par Iossif Grichachvili à partir de celle de Bestoujev, est publiée dans la revue L'Étendard («Дроша») en 1932,.
De nouvelles traductions en vers sont faites par Gueorgui Stroganov en 1938 et Pavel Antokolski. Celle de Pavel Antokolski acquiert une certaine notoriété et est publiée avec un début modifié dans une Anthologie de la poésie de l'Azerbaïdjan en 1939. Par la suite, Pavel Antokolski revient plusieurs fois à sa traduction, la remaniant et l'améliorant : la dernière variante est intégrée dans les œuvres choisies d'Akhundov, Étoiles trompées («Обманутые звёзды»), éditées en 1963 à Moscou. En 1982, une édition du poème dans la traduction de Pavel Antokolski sort à Bakou. Elle figure dans les éditions de recueils d'œuvres d'Akhundov, publiées en 1950, 1956, 1963, 1973 et 1987.
Le Poème oriental est également traduit par I. Gontcharenko, Achot Grachi, Zaki Nuri et Kadyr Myrzaliev (ru).
Des traductions en azéri sont faites par des poètes comme Böyükağa Qasımzadə (az), Mikhayil Mushfig, depuis le persan, et Maarif Soltan. Celle de Mikhayl Mushfig « conserve le style et les sonorités du poème, transpose l'esprit et l'attente d'Akhundov, en utilisant sa maîtrise de la richesse phonétique et sémantique de sa langue natale ». Dans l'arrangement de Djafar Khandan, le poème devient une ballade-romance mise en musique par Souleïman Alekserov.

## Original du poème
Adolf Bergé et Vladimir Kallach, dans sa Pouchkiniana («Пушкиниана»), croient que le manuscrit du poème n'a pas été conservé. Bergé précise dans la préface publiée dans Rousskaïa Starina que « l'original du poème est perdu ». Le poème n'est alors connu que par sa traduction russe, et la redécouverte du texte azéri se fait par étapes.
Des fragments de l'original ont cependant été conservés par le collectionneur de manuscrits azéris et historien de la littérature turque Salman Mountaz (ru). Un manuscrit est ensuite découvert à l'Institut de littérature mondiale, avec une traduction du poème commentée par l'auteur lui-même. Cette traduction aurait été adressée à l'Observateur de Moscou en même temps que l'original. On suppose alors que ce dernier n'est pas perdu et se trouve dans les archives de la revue. Les recherches s'avèrent cependant infructueuses. Il n'y a pas trace de l'original, ni dans les archives d'Akhundov, qui sont acquises en 1928 par le gouvernement azerbaïdjanais, ni dans les archives conservées à Tbilissi par ses héritiers.
Un texte du poème, écrit de la propre main de l'auteur, est finalement retrouvé dans une série de papiers et de manuscrits d'Akhundov qui n'avaient pas été versés aux archives et qui étaient conservés chez un de ses petits-fils.
Le manuscrit est très bien conservé, et se lit facilement. Le poème est écrit en en forme de qasida, en langue persane, composé de cinquante beïts ou distiques, avec une rime unique en « ar ». Tous les vers sont rimés, et se composent de 14 syllabes.
Cet original du poème est confié pour sa conversation à l'Institut d'histoire, de langue et de littérature de l'Académie nationale des sciences d'Azerbaïdjan, correspondante de l'Académie des sciences d'URSS. Un fac-similé est publié dans le journal Le Travailleur de Bakou («Бакинский рабочий») du 18 novembre 1936 et dans d'autres organes de presse de Bakou.

## Perception et analyse de l'œuvre
Le Poème oriental pour la mort de Pouchkine est d’abord perçu comme une marque d'intérêt de l’Orient pour la culture russe : le critique Yaşar Qarayev et le philosophe Fuad Qasımzadə soulignent que cette œuvre est la première qui y est consacrée à la littérature russe. Samed Vurgun écrit de même que « nous sommes fiers, que ce fut en Orient que l'importance de Pouchkine dans la poésie mondiale fut comprise pour la première fois, et fut chantée avec amour par le grand Mirza Fatali. Nous lui en sommes éternellement reconnaissants ».
L'étude et l'analyse du poème montrent, selon Seifuffa Assadulaiev, qu'Akhundov connaissait bien l'œuvre de Pouchkine. Akhundov loue l'œuvre du poète, qu'il qualifie de « chef de l'assemblée des poètes ». Il souligne sa célébrité mondiale — « la gloire de ce génie s'est répandue par l'Europe » —, et évoque « ce Pouchkine, dont les éloges retentissait cent fois de tous les confins du monde, quand il y répandait ses pensées enjouées ». Des réminiscences d'œuvres de Pouchkine comme Le Caucase, Le Talisman ou La Fontaine de Bakhtchisaraï se retrouvent dans l'élégie.

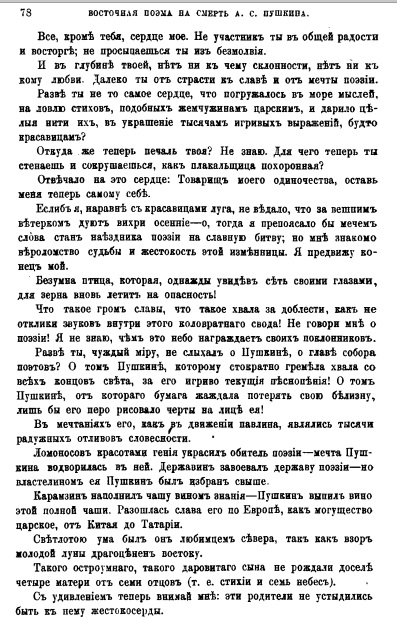
Page de Rousskaïa Starina avec le texte du poème (1874).

L'auteur, comme le remarque Assadulaïev, quand il caractérise les mérites des écrivains qui ont précédé l'époque de Pouchkine dans le développement de la littérature russe, recourt à des comparaisons et à des oppositions. Assadulaïev considère, qu'Akhundov met ainsi en relief la place particulière de Pouchkine dans ce développement. Il n'oppose pas Pouchkine à ses prédécesseurs, mais voit plutôt en lui leur héritier, continuant et parachevant l'œuvre qu'ils ont commencée pour rénover la littérature russe :

« …Lomonossov embellit avec la beauté d'un génie la demeure de la poésie, et y réalisa son rêve. Derjavine conquit Le monde de la littérature, et il fut choisi pour le consolider et la fortifier. Karamzine emplit de vin la coupe la coupe de la science, et y but le vin de cette coupe pleine… »

Dans son analyse du poème, Seifuffa Assadulaïev remarque également que dans sa première partie, les symboles et les images prédominent, conformément à la tradition poétique orientale, et que dans la seconde, surtout vers la fin, apparaissent des éléments se rattachant à la poésie critique.
Le poète et historien de la littérature Mikael Rafili note que le poème exprime une tristesse profonde et sincère après la mort de Pouchkine, et que l'auteur se réfère à l'œuvre du poète avec respect et amour.
Mikael Rafili, comparant le poème d'Akhundov avec les vers de Mikhaïl Lermontov, La Mort du poète, souligne qu'il y a dans l'élégie d'Akhundov plus de tristesse poétique et plus de lyrisme, qui éveillent chez le lecteur de l'amour et de la sympathie pour Pouchkine. Si Lermontov, dans l'expression de sa haine et de ses plaintes, emploie des mots forts et cinglants, qui vont jusqu'à la colère, Akhundov atteint lui un lyrisme poétique et une beauté pittoresque et douce, en peignant la nature, dans un mouvement propre au Poème oriental. Ce dernier et l'œuvre de Lermontov font tous deux partie des plus beaux témoignages sur la mort de Pouchkine laissés par ses contemporains.
Nadir Mamedov relève dans la forme du poème l'expression d'une âme romantique, des comparaisons, des métaphores et des épithètes, inhérents à la poésie orientale classique, mais aussi la vivacité et le caractère fantasque du vers ornemental. Selon lui la forme artistique et la structure de l'œuvre « sont absolument traditionnels, et n'apportent rien de nouveau ». Il souligne que la force artistique et la valeur du poème « est liée avant tout à la nouveauté et l'efficacité de son matériau, à sa profondeur de sentiment et à sa complétude émotionnelle ».